# Interestatal 39 (Illinois)
La Interestatal 39 (abreviada I-39) es una autopista interestatal ubicada en el estado de Illinois. La autopista inicia en el oeste desde la US 51  , I 55   en Normal hacia el este en la I 39  , I 90 . La autopista tiene una longitud de 226,6 km (140.82 mi).

## Mantenimiento
Al igual que las carreteras estatales, las carreteras federales, la Interestatal 39 es administrada y mantenida por el Departamento de Transporte de Illinois por sus siglas en inglés IDOT.

## Cruces
La Interestatal 39 es atravesada principalmente por la  US 24  US 6  I 80  I 90 .